# トマス・ユーイング

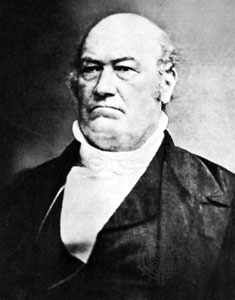
トマス・ユーイング

トマス・ユーイング（Thomas Ewing, 1789年12月28日 - 1871年10月26日）は、アメリカ合衆国の政治家。第14代アメリカ合衆国財務長官と初代アメリカ合衆国内務長官を務めた。

## 生い立ちと初期の経歴
1789年、バージニア州（現在のウェストバージニア州）ウェスト・リバティーで誕生。オハイオ州のオハイオ大学で学んだ後、1817年に同州ランカスターで弁護士業を開業した。

## 議員時代
1830年、ユーイングはホイッグ党からアメリカ合衆国上院議員に選出され、1836年まで3期続けて上院議員を務めた。ユーイングは上院議員として、アンドリュー・ジャクソン大統領が行った第二合衆国銀行の廃止を非難し、国立銀行の再設立を主張した。

## 財務長官時代

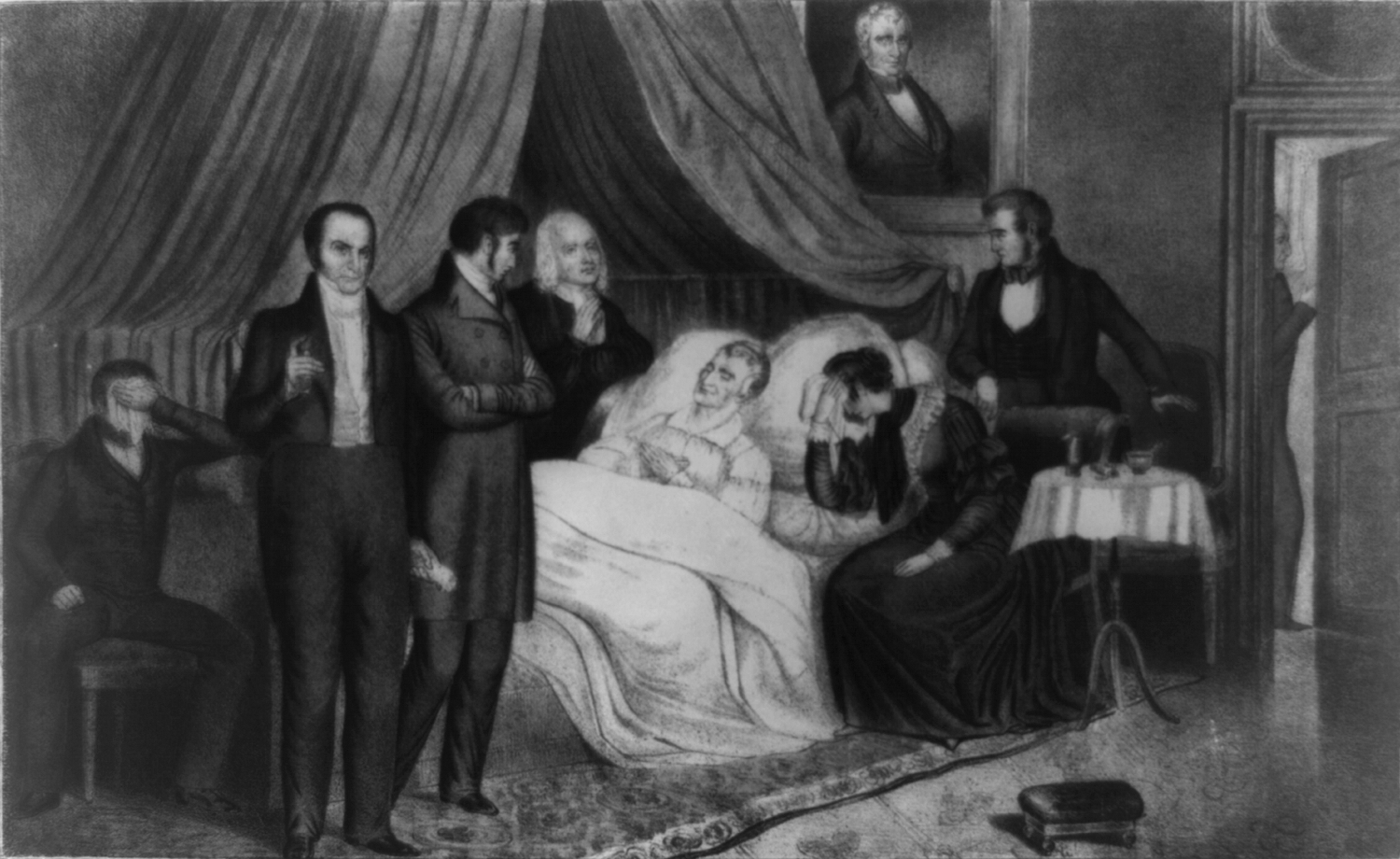
ハリソン大統領と閣僚たち。左端で顔を覆っているのがユーイング。

1841年3月、ウィリアム・ハリソンが大統領に就任すると、ユーイングはアメリカ合衆国財務長官に指名され、同年9月までの半年間、財務長官を務めた。
ユーイングの財務長官就任後間もなく、ハリソン大統領の死去により副大統領のジョン・タイラーが新大統領に昇任すると、前財務長官レヴィ・ウッドベリーによって考案された独立国庫制度の廃止計画が打ち出された。そしてタイラー新大統領はユーイングに対し、連邦政府の資金を管理するための新たな方策を考案するよう要求した。
ユーイングは合衆国国庫銀行という銀行の設立案を組み上げ、国庫銀行法として議会に上程した。同法案は上院を僅差で、また下院を大差で通過し、1841年8月7日にタイラー大統領のもとへ届けられ署名が求められた。
また、同時に審議が進められていた独立国庫制度の廃止についても、独立国庫制度廃止法として議会を通過した。この法案も同じくタイラー大統領のもとに、先の国庫銀行法が届いた2日後の1841年8月9日に届けられ、署名が求められた。
タイラー大統領は8月13日に独立国庫制度廃止法に署名をし、独立国庫制度の廃止を決定した。しかしその3日後の8月16日、国庫銀行法に署名をせず、憲法上の問題を理由に拒否権を行使した。
その後もユーイングはタイラー大統領の要求に応えるため、先に指摘された問題点を解消した、「合衆国国庫法人」という新たな提案を行った。この法案は1841年8月23日に下院を、9月3日に上院を通過しタイラー大統領の下に届けられたが、タイラー大統領は9月9日に再び拒否権を行使した。タイラー大統領は事前に今回の法案については署名をすると表明していたことから、ユーイングはタイラー大統領に抗議の意思を示し、ダニエル・ウェブスター国務長官を除く全閣僚とともに辞任した。

## 内務長官時代

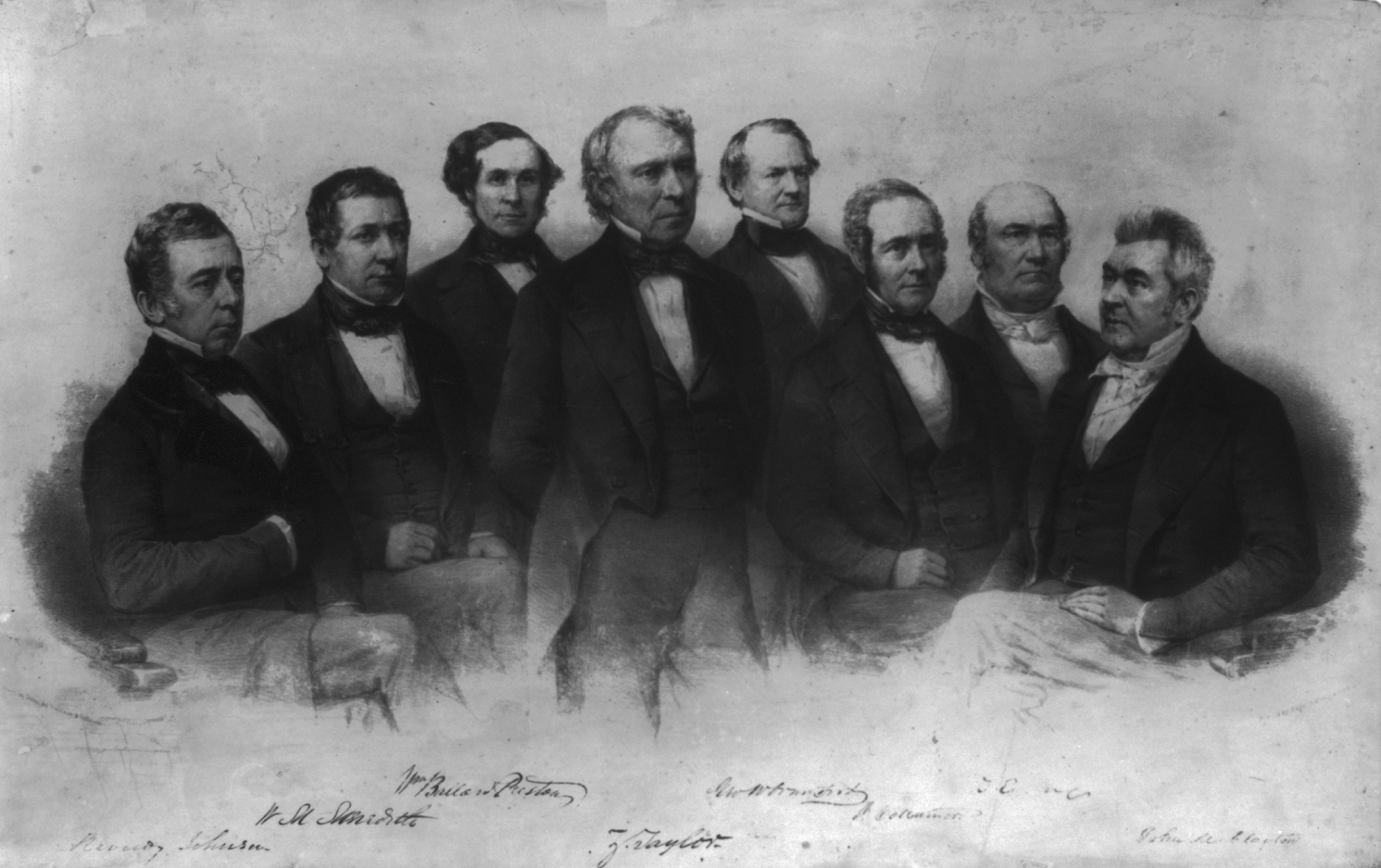
テイラー大統領と閣僚たち。右から2人目がユーイング。

1849年3月、ザカリー・テイラーが大統領に就任すると、新たに創設された内務省の初代長官としてユーイングが指名された。ユーイングが就任した当初、内務省は事務所スペースを所有していなかったため、ユーイングはテナントビルを借り受けた。その後1852年、内務省は特許庁が新たに建設したビルの東側部分の提供を受け、そこに入居した。
内務長官としてユーイングは、国有地管理局を財務省に統合したり、インディアン局を陸軍省に統合したりするなどの、省庁の合併整理を実施した。その一方でユーイングは、職員の大規模な配置転換による利益誘導政治を行い、内務省の政治腐敗の原因を創り出した。そのためユーイングはメディアから批判を買い、1850年7月に内務長官を退任した。

## 晩年
1850年7月、ユーイングはトマス・コーウィンの辞職によって空席となったアメリカ合衆国上院議員の議席を埋めるため、就任を要請された。ユーイングはこの指名を受諾し、任期満了となる翌1851年3月まで上院議員を務めた。その後ユーイングは上院議員への再選を目指したが、失敗した。
1871年、ユーイングはオハイオ州ランカスターで死去した。ユーイングの遺体は同市セント・マリーズ墓地に埋葬された。
ユーイングは南北戦争を戦ったウィリアム・シャーマンを養子として育てたことでも知られている。またシャーマンは、後にユーイングの娘と結婚した。